# جيف تومسون (سياسي)
جيف تومسون (بالإنجليزية: Jeffrey Thompson) هو سياسي أمريكي، ولد في 16 سبتمبر 1963 في هارلينغن في الولايات المتحدة. حزبياً، نشط في الحزب الجمهوري. وقد انتخب عضو مجلس نواب ايداهو.